# Новий Каракан
Новий Карака́н (рос. Новый Каракан) — селище у складі Біловського округу Кемеровської області, Росія.

## Населення
Населення — 1290 осіб (2010; 1413 у 2002).
Національний склад (станом на 2002 рік):
- росіяни — 92 %